# Sant Gausenç
Sant Gausenç (en francès Saint-Gauzens) és un municipi francès situat al departament del Tarn i a la regió d'Occitània.

## Demografia
| 1962                                       | 1968 | 1975 | 1982 | 1990 | 1999 | 2007 |
| ------------------------------------------ | ---- | ---- | ---- | ---- | ---- | ---- |
| 558                                        | 560  | 584  | 667  | 756  | 650  | 725  |
| Des de 1962: població sense dobles comptes |      |      |      |      |      |      |

## Administració
| Període   | Identitat        | Partit |
| --------- | ---------------- | ------ |
| 2001-2008 | Denis Hébrard    |        |
| 2001-     | Christian Durand |        |